# Bubastoides
Bubastoides è un genere di coleotteri della famiglia Buprestidae.

## Tassonomia
- Bubastoides argodi Kerremans, 1909
- Bubastoides kadleci Bily, 2008